# Burgstall Adelshofen
Der Burgstall Adelshofen bezeichnet eine abgegangene spätmittelalterliche Wasserburg bei 559 m ü. NHN 140 m südöstlich der Kuratiekirche St. Michael in Adelshofen, einer Gemeinde im Landkreis Fürstenfeldbruck in Bayern. Die Anlage gehört zum Bodendenkmal unter der Aktennummer D-1-7832-0005 mit der Beschreibung „Siedlung des hohen Mittelalters sowie Wasserburgstall des späten Mittelalters und der frühen Neuzeit (‚Hofmarkschloss Adelshofen‘) mit zugehörigem ehem. Wirtschaftshof und Gartenanlagen“.

## Geschichte
Die Burg wurde von den Herren von Adelshofen gegründet. 1170 werden ein „Oudalrich und Hainrich de Adelungshoven“ in einer Urkunde des Klosters Schäftlarn erwähnt. 1372 wird die Burg als der Stammsitz der Herren von Adelshofen erwähnt. Diese blieben bis 1580 die Besitzer; dann wurden sie von den Grafen Fugger von Kirchberg und Weißenhorn durch Kauf abgelöst. Vor 1701 wurde die baufällige Burg abgebrochen und es erfolgte ein Neubau einer barocken Anlage. 1818–1829 stand das Schloss im Eigentum der Leopoldine der Kurfürstenwitwe nach dem pfalz-bayerischen Kurfürsten Karl Theodor von Pfalz-Bayern. 1835 wurden das Patrimonialgericht Adelshofen aufgelöst und das Schloss abgebrochen. 1929 wurde der Schlossplatz an Anton und Simon Pfleger verkauft.

## Beschreibung

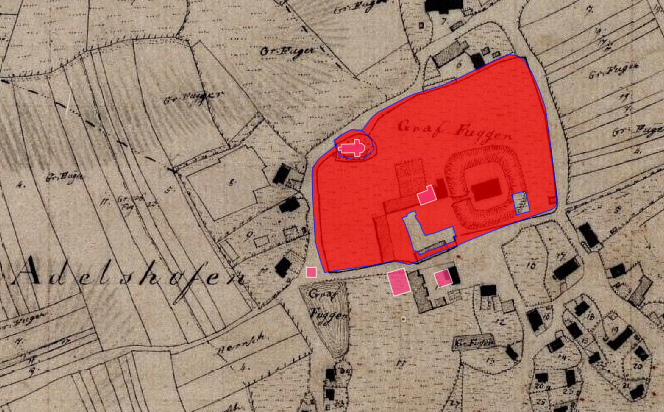
Lageplan von Burgstall Adelshofen auf dem Urkataster von Bayern

Die viereckige Anlage liegt in der Ortsmitte von Adelshofen. Der Burg- bzw. der Schlossplatz nahm etwa 70 × 70 m ein. Der Zugang über eine Brücke erfolgte vom Westen. Der das Schloss umgebende Wassergraben war 12 bis 13 m breit. Nach dem Stich von Michael Wening war das Hofmarksschloss ein langgestreckter dreigeschossiger Bau mit zwei Giebeltürmen und einer Parkanlage; westlich des Schlosses bestand ein quadratischer Platz, der von den Gebäuden eines Wirtschaftshofes eingenommen wurde. Letzter Rest des Schlossensembles ist das ehemalige Hofmarksrichterhaus aus dem 17./18. Jahrhundert, das unter der Aktennummer D-1-79-111-2 als Baudenkmal geführt und heute als
Wohnhaus der Armen Schulschwestern genutzt wird.